# Étienne Pirot
Étienne Pirot   (Grenoble, 1 de novembre de 1952 - Saint-Martin-de-Ré, 17 de gener de 2025) va ser un escultor francès.
Étienne Pirot va passar la seva joventut a la regió de Dauphiné fins que el seu pare, el pintor Jean-Marie Pirot «Arcabas», va ser convidat el 1969 pel Conseil National des Arts du Canada, i va continuar els seus estudis a la Universitat d'Ottawa on el seu pare feia de professor. Va tornar a França l'any 1972, es va llicenciar en arts plàstiques a Marsella i després va estudiar a l'École nationale supérieure des beaux-arts de París.

## Filmografia
- Étienne, pel·lícula de Jacques Epaud i François Vivier.